# Мајкл Кели
Мајкл Кели (енгл. Michael Kelly; Филаделфија, 22. мај 1969) је америчка глумац. Кели је најпознатији по улози Дага Стампера у Netflix-овој драмској серији Кућа од карата.

## Извори
1. ↑  „On This Date: Birthdays”. The Modesto Bee. 2018-05-22. стр. 2A. „Actor Michael Kelly is 49.”